# Ричард Форонџи
Ричард Форонџи (енгл. Richard Foronjy; Бруклин, 3. август 1937 — 19. мај 2024) био је амерички глумац. У својој дугој каријери углавном је глумио полицајце, мафијаше или људе од ауторитета. Каријеру је почео мањом улогом, код култног америчког редитеља Сиднија Лумета у филму Серпико. Прославио се као епизодиста у филмовима Принц града Сиднија Лумета као детектив Џо Маринаро (Detective Joe Marinaro), као позорник Прдоња Вајти (Officer 'Fartface' Whitey) у култном филму Било једном у Америци, у акционој комедији Поноћна трка са Робертом де Ниром као довитљиви мафијаш Тони Дарво и у филму Карлитов пут где је глумио опасног мафијаша по имену Пити Амадесо, поред Ал Пачина и Шон Пена.